# Eurytoma pruni
Eurytoma pruni är en stekelart som beskrevs av Yang 1996. Eurytoma pruni ingår i släktet Eurytoma och familjen kragglanssteklar. Inga underarter finns listade i Catalogue of Life.